# Place du Préfet-Claude-Érignac
Pour la place d'Ajaccio, voir Place Claude-Érignac.
La place du Préfet-Claude-Érignac est une voie piétonne située dans le quartier d'Auteuil (61e quartier administratif) du 16e arrondissement de Paris.

## Situation et accès

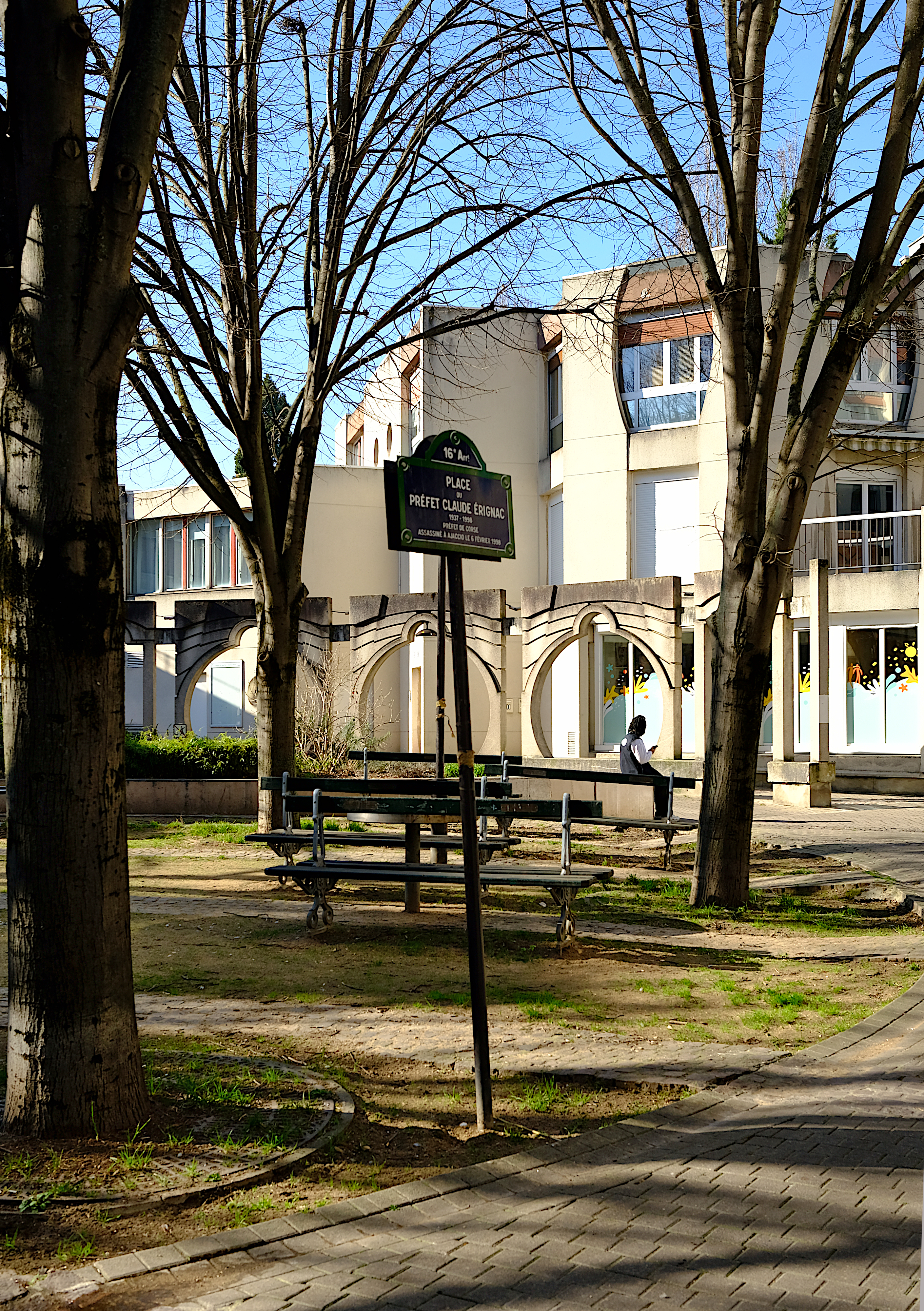
La place en mars 2025.

Elle se trouve entre une école maternelle et le commissariat de police de l'arrondissement.

## Origine du nom
Elle porte ce nom en mémoire du préfet Claude Érignac (1937-1998), assassiné en Corse. 
La place du Préfet-Claude-Érignac est desservie par la ligne 9 à la station Ranelagh.

## Historique

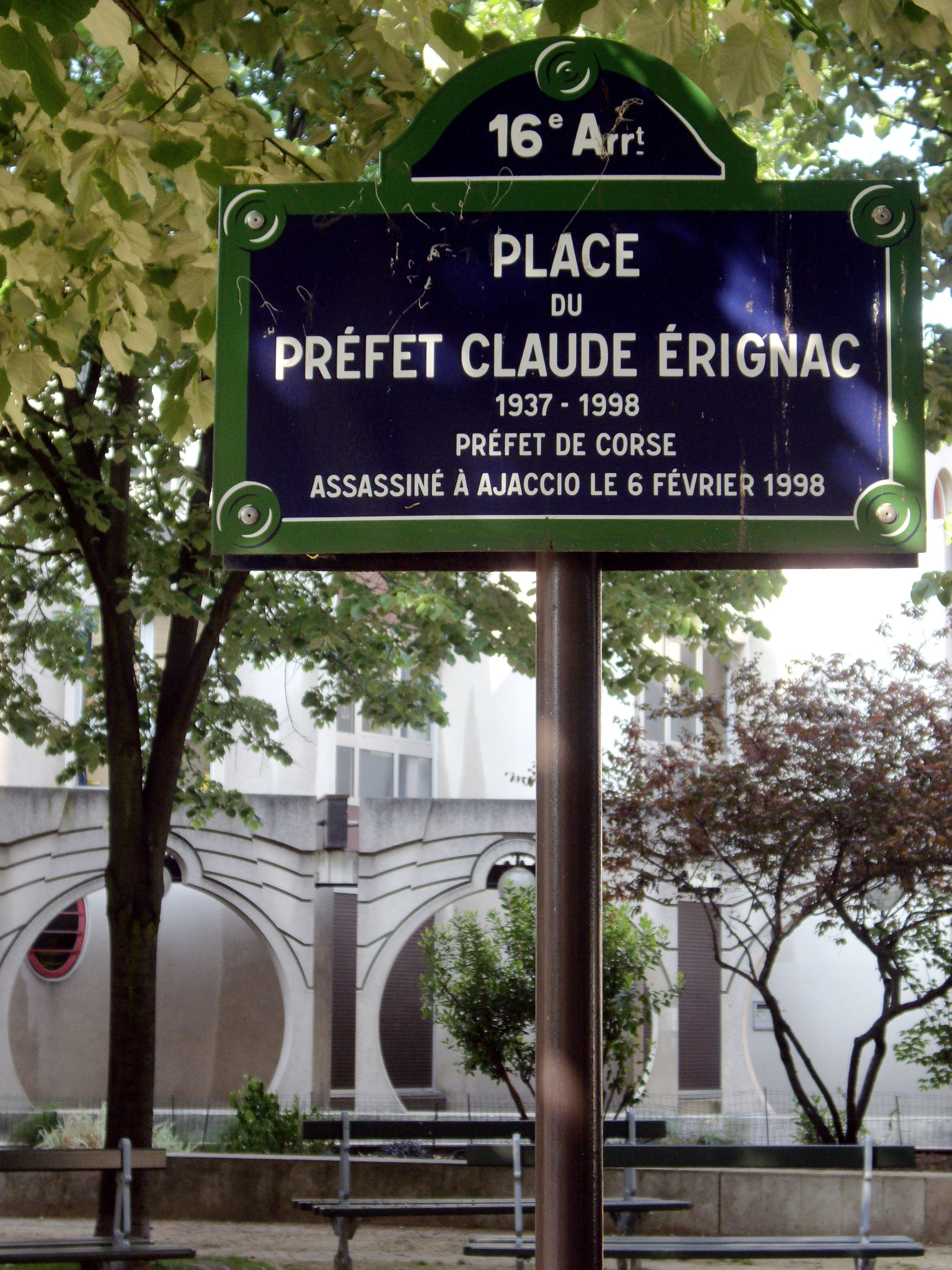
Plaque de rue de la place du Préfet-Claude-Érignac.

Cette place est définie sur l'emprise de la rue Serge-Prokofiev et prend sa dénomination actuelle par un arrêté municipal du 15 janvier 2004.
La place est redessinée par l'artiste Jakob Gautel, choisi par Dominique Érignac (épouse de Claude Érignac) et ses enfants.

Elle est inaugurée 6 février 2004 en présence notamment de Pierre-Christian Taittinger, maire du 16e arrondissement, Bertrand Delanoë, maire de Paris et Nicolas Sarkozy, ministre de l'Intérieur.